# Sminthopsis douglasi
Espèce
Statut de conservation UICN

 NT  : Quasi menacé
Le dunnart de Douglas (Sminthopsis douglasi) est une souris marsupiale d'Australie

## Description
Il mesure entre 16 et 24 cm de long avec une longueur tête-corps de 10 à 13,5 cm et une longueur de queue de 6 à 10,5 cm. Son poids est compris entre 40 et 70 g. Le dos de cette souris est brun, le ventre blanc. Il a un triangle brun foncé qui va de dessus et de dessous l'œil jusqu'à la pointe du museau. Il porte une autre bande foncée au sommet du crâne. La queue est grosse, en forme de carotte chez un animal en bonne santé, car c'est là qu'il stocke ses réserves de matière grasse.

## Distribution et habitat
On le trouve dans les prairies environnant les chutes de Mitchel Grass, entre la rivière Julia et Richmond au Queensland, et peut-être sur le plateau Mitchell d'Australie occidentale. Le développement des acacias, les cultures et les espèces animales importées détruisent son habitat.

## Alimentation
Il se nourrit d'insectes et de petits vertébrés.

## Mode de vie
C'est un animal nocturne qui vit dans les terriers en saison sèche et dans les herbes en saison des pluies. Il boit très peu, trouvant la majorité de l'eau dans son alimentation.

## Reproduction
La période de gestation est de 12 jours et les portées de 8 petits.